# The Audience
The Audience è un'opera teatrale del drammaturgo britannico Peter Morgan, debuttata a Londra nel 2013.

## Trama
Dalla sua incoronazione, ogni settimana la Regina Elisabetta II ha incontrato il Primo ministro britannico in una sala di Buckingham Palace. Da Winston Churchill a David Cameron, la sovrana incontra, parla, discute e si informa con gli uomini che governano il Paese in cui regna, mostrandosi sempre imparziale ma, a volte, scoprendo tratti di sé dietro all'impassibile maschera da regina.
La pièce è stata modificata per ognuno dei tre allestimenti: James Callaghan, presente nella produzione del debutto, fu sostituito con Tony Blair per le messe in scena a Broadway ed il revival londinese, mentre l'ultima produzione del 2015 era stata aggiornata perché si accennasse alle Elezioni generali nel Regno Unito del 2015. In occasione di una nuova produzione regionale nel 2019, Morgan ha nuovamente aggiornato il testo per far sì che includesse la Brexit e il personaggio di Theresa May. I primi ministri Harold Macmillan, Alec Douglas-Home ed Edward Heath non sono apparsi in nessuna incarnazione del dramma.

## Produzioni
The Audience debuttò al Gielgud Theatre di Londra il 5 marzo 2013, con anteprime a partire dal 15 febbraio. Helen Mirren, che aveva vinto l'Oscar alla miglior attrice per la sua interpretazione di Elisabetta II nel film The Queen - La regina, sempre scritto da Morgan, tornò ad interpretare la monarca. La produzione, diretta da Stephen Daldry, annoverava nel cast anche Nathaniel Parker (Gordon Brown), Haydn Gwynne (Margaret Thatcher), Richard McCabe (Harold Wilson) e Nell Williams nel ruolo di Elisabetta bambina. Robert Hardy interpretò Churchill durante le anteprime, ma abbandonò la produzione prima del debutto e fu rimpiazzato da Edward Fox. Margaret Thatcher morì nel corso delle repliche, l'8 aprile, e Peter Morgan fece un discorso in sua memoria prima della rappresentazione del giorno successivo. The Audience vinse due Laurence Olivier Award, migliore attrice protagonista per Helen Mirren ed attore non protagonista per Richard McCabe, oltre ad essere candidato ad altri tre premi: alla migliore opera teatrale, alla miglior regia e ai migliori costumi (Bob Crowley).
La pièce rimase in cartellone al Gerald Schoenfeld Theatre di Broadway dall'8 marzo al 28 giugno 2015, con Helen Mirren, Richard McCabe, Geoffrey Beevers (maggiordomo), Michael Elwyn (Anthony Eden) e Rufus Wright (David Cameron) nei ruoli già interpretati a Londra. Ad essi si aggiunsero: Dakin Matthews (Churchill), Dylan Baker (John Major), Sadie Sink (Elisabetta bambina) e Judith Ivey (Thatcher). Rimasto in scena per 136 repliche, il dramma fu candidato a tre Tony Award: migliore opera teatrale, miglior attrice protagonista in un'opera teatrale (Mirren) e miglior attore non protagonista in un'opera teatrale (McCabe). McCabe e Mirren vinsero il Tony e l'Outer Critics Circle Award per le rispettive interpretazioni, e la prima attrice vinse anche il Drama Desk Award.
Contemporaneamente, un revival di The Audience, sempre diretto da Daldry, debuttava all'Apollo Theatre di Londra il 5 maggio 2015. Kristin Scott Thomas interpretava Elisabetta, in un cast che comprendeva anche David Robb nella parte di Anthony Eden e Mark Dexter nel duplice ruolo di Tony Blair e David Cameron. Nell'aprile 2019 il primo allestimento regionale è andato in scena al NST City di Southampton per la regia di Samuel Hodges; il revival, con Faye Castelow nel ruolo della Regina, ha incluso revisioni del testo effettuate dallo stesso Morgan per includere riferimenti alla Brexit e Theresa May.